# Луис Майлстоун
Луис Майлстоун (на английски: Lewis Milestone) е американски режисьор.

## Биография
Лев или Лейб Милщайн е роден на 30 септември 1895 година в Кишинев, столицата на Бесарабия, Руска империя (сега Кишинев, Молдова). Той е потомък на богато, изтъкнато семейство с еврейско наследство. Милщайн получава основното си образование в еврейски училища, което отразява либералната социална и политическа ориентация на родителите му и включва изучаване на няколко езика. Семейството на Милщайн обезсърчава ранната му любов към театъра и желанието му да следва драматичните изкуства и го изпраща в Митвайда, Саксония, да учи инженерство. След като пренебрегва уроците си, за да посещава местни театрални постановки, Милщайн проваля курсовата си работа. Той възнамерява да преследва театрална кариера и си купува еднопосочен билет за САЩ. Милщайн пристига в Хобокен, Ню Джърси на 14 ноември 1913 г., малко след осемнадесетия си рожден ден.
Милщайн изпитва трудности да се издържа в Ню Йорк, работи като портиер, продавач от врата на врата и оператор на машина за дантели, преди да намери позиция като портретен и театрален фотограф през 1915 г. През 1917 г., малко след влизането на САЩ в Първата световна война, той се записва в Сигналния корпус. Милщайн е бил разположен в Ню Йорк и Вашингтон, окръг Колумбия, и е назначен във фотографския отдел на корпуса, където се е обучавал във въздушна фотография, подпомагал е заснемането на учебни филми и е редактирал документални бойни кадри. Неговите кохорти в Сигналния корпус включват бъдещите холивудски режисьори Йозеф фон Щернберг и Виктор Флеминг. През февруари 1919 г. Милщайн е уволнен от армията, веднага получава американско гражданство и законно променя фамилното си име на Майлстоун. Един познат от Сигналния корпус, Джеси Д. Хамптън независим филмов продуцент, осигурява на Майлстоун начална позиция като асистент редактор в Холивуд.

### Кариера
Луис Майлстоун режисира „Двама арабски рицари“ (1927) и „На западния фронт нищо ново“ (1930), като и двата получават „Оскар“ за най-добър режисьор. Той също режисира „Главната страница“ (1931), „Генералът умря на разсъмване“ (1936), „За мишките и хората“ (1939), Ocean's 11 (1960) и получава режисьорската заслуга за „Бунтът на Баунти“ (1962), въпреки че Марлон Брандо до голяма степен е присвоил своите отговорности по време на производството му.

### Персонален живот
През 1935 г. Майлстоун и актрисата Кендъл Лий, чието пълно име е Кендъл Лий Глейзнър, се женят. Лий и Майлстоун се срещат на снимачната площадка на неговия филм от 1932 г. „Дъжд“, в който Лий играе г-жа Макфейл. Те нямат деца и остават женени до смъртта на Лий през 1978 г. Според биографа Джоузеф Миличап „през годините Майлстоунови бяха най-милостивите холивудски домакини, давайки партита, които привличаха каймака на филмовата общност“.
Здравето на Майлстоун се влошава още през 1960 г., получава инсулт през 1978 г., малко след смъртта на Кендъл Лий.

### Смърт
Луис Майлстоун почива на 25 септември 1980 г. в Медицинския център на UCLA, пет дни преди 85-ия си рожден ден. Последното му искане преди смъртта му е „Юнивърсъл Студиос“ да възстанови „На западния фронт нищо ново“ (1930) до първоначалната му дължина. Това искане е удовлетворено почти двадесет години по-късно от „Юнивърсъл“ и други компании за съхранение на филми и тази реставрирана версия се вижда широко днес по телевизията и домашното видео. Майлстоун е погребан в гробището Westwood Village Memorial Park в Лос Анджелис.

## Избрана филмография
| Година | Филм                        | Оригинално заглавие            |
| ------ | --------------------------- | ------------------------------ |
| 1928   | Рекетът                     | The Racket                     |
| 1930   | На западния фронт нищо ново | All Quiet on the Western Front |